# Línea N24 (EMT Madrid)
La línea N24 de la empresa municipal de autobuses de Madrid es una línea nocturna que conecta la Plaza de Cibeles con Fuencarral y el PAU de Las Tablas. Su recorrido es similar al que realizan las líneas diurnas 27 (entre Cibeles y Plaza de Castilla), 67 (entre Plaza de Castilla y Pedro Rico), 137 (entre Pedro Rico y Tres Olivos), y 175 y 176 (en su recorrido por Las Tablas).

## Características
La línea, al igual que todas las líneas nocturnas de Madrid de la red de búhos, empieza su camino en la plaza de Cibeles y sus horarios de salida de la misma coinciden con los de otras líneas para permitir el transbordo. Esta línea recorre el Paseo de la Castellana hasta las Cuatro Torres y el hospital de La Paz, siguiendo así hasta el PAU de Las Tablas estableciendo allí un circuito neutralizado. También da servicio a Fuencarral.

## Horarios
| Domingos a jueves y festivos           |                      |                      |                      |                      |                      |                      |                      |                      |                      |                      |                      |                      |                      |                      |                      |
| Cibeles > Las Tablas                   | Cibeles > Las Tablas | Cibeles > Las Tablas | Cibeles > Las Tablas | Cibeles > Las Tablas | Cibeles > Las Tablas | Cibeles > Las Tablas | Cibeles > Las Tablas | Las Tablas > Cibeles | Las Tablas > Cibeles | Las Tablas > Cibeles | Las Tablas > Cibeles | Las Tablas > Cibeles | Las Tablas > Cibeles | Las Tablas > Cibeles | Las Tablas > Cibeles |
| 00                                     | 01                   | 02                   | 03                   | 04                   | 05                   | 06                   | 07                   | 23                   | 00                   | 01                   | 02                   | 03                   | 04                   | 05                   | 06                   |
| 00 35                                  | 10 45                | 20 55                | 30                   | 05 40                | 15                   |                      |                      | 40                   | 15 50                | 25                   | 00 35                | 10 45                | 20                   | 00 45                |                      |
| Viernes, sábados y vísperas de festivo |                      |                      |                      |                      |                      |                      |                      |                      |                      |                      |                      |                      |                      |                      |                      |
| Cibeles > Las Tablas                   | Cibeles > Las Tablas | Cibeles > Las Tablas | Cibeles > Las Tablas | Cibeles > Las Tablas | Cibeles > Las Tablas | Cibeles > Las Tablas | Cibeles > Las Tablas | Las Tablas > Cibeles | Las Tablas > Cibeles | Las Tablas > Cibeles | Las Tablas > Cibeles | Las Tablas > Cibeles | Las Tablas > Cibeles | Las Tablas > Cibeles | Las Tablas > Cibeles |
| 00                                     | 01                   | 02                   | 03                   | 04                   | 05                   | 06                   | 07                   | 23                   | 00                   | 01                   | 02                   | 03                   | 04                   | 05                   | 06                   |
| 00 20 40                               | 00 15 30 45          | 00 15 30 45          | 00 15 30 45          | 00 15 30 45          | 00 20 45             | 15                   | 00                   | 30 55                | 20 40                | 00 20 35 50          | 05 20 35 50          | 05 20 35 50          | 05 20 35 50          | 10 30 50             | 15                   |
| Sólo sábados y vísperas de festivo     |                      |                      |                      |                      |                      |                      |                      |                      |                      |                      |                      |                      |                      |                      |                      |

## Recorrido y paradas

### Sentido Las Tablas
| Código | Parada                                        | Común con             | Conexiones con Metro y Cercanías | Otros |
| ------ | --------------------------------------------- | --------------------- | -------------------------------- | --- |
| 72     | CIBELES-CASA DE AMÉRICA (Pº. de Recoletos, 2) | N1 N4 N22 N25 N26     | Banco de España                  | Líneas N1, N2, N3, N4, N5, N6, N7, N8, N9, N10, N11, N12, N13, N14, N15, N16, N17, N18, N19, N20, N21, N22, N23, N24, N25, N26 y Exprés Aeropuerto (N27) |
| 65     | BIblioteca Nacional                           | N1 N4 N22 N23 N25 N26 | Recoletos                        | |
| 66     | Colón                                         | N1 N22                | Colón                            | |
| 62     | Castellana-Ministerio Interior                | N1 N22                |                                  | |
| 60     | Castellana-Rubén Darío                        | N1 N22                | Rubén Darío                      | |
| 5333   | Emilio Castelar                               | N1 N22                |                                  | |
| 56     | Gregorio Marañón                              | N22                   | Gregorio Marañón                 | |
| 54     | Museo Ciencias Naturales                      | N22                   |                                  | |
| 52     | Nuevos Ministerios-Castellana                 | N22                   | Nuevos Ministerios               | |
| 50     | Nuevos Ministerios-Centro Comercial           | N22                   | Nuevos Ministerios               | NC1 NC2 |
| 47     | Azca                                          | N22                   |                                  | |
| 42     | Lima-Santiago Bernabéu                        | N22                   | Santiago Bernabéu                | |
| 37     | Castellana-San Germán                         | N22                   |                                  | |
| 35     | Cuzco                                         | N22                   | Cuzco                            | |
| 33     | Castellana-Rosario Pino                       | N22                   |                                  | |
| 29     | Juzgados Plaza Castilla                       | N22                   |                                  | |
| 1486   | Plaza Castilla                                |                       | Plaza de Castilla                | N23 |
| 1487   | Castellana-José Vasconcelos                   |                       |                                  | |
| 3826   | Castellana-Ravel                              |                       |                                  | |
| 1489   | Cuatro Torres                                 |                       |                                  | |
| 1602   | Hospital La Paz                               |                       |                                  | |
| 1606   | Julio Palacios                                |                       |                                  | |
| 3222   | Metro Begoña                                  |                       | Begoña                           | |
| 3223   | San Modesto-Marcos Orueta                     |                       |                                  | |
| 2664   | Llano Castellano-Manuel Tovar                 |                       |                                  | |
| 2666   | Llano Castellano-Valdegovia                   |                       |                                  | |
| 2668   | Llano Castellano-Herrera Oria                 |                       |                                  | |
| 2670   | Nuestra Señora de Valverde-Islas Jarvi        |                       |                                  | |
| 2672   | Nuestra Señora de Valverde-Sumatra            |                       |                                  | |
| 2676   | Fuente de la Carra                            |                       |                                  | |
| 2678   | Afueras a Valverde                            |                       |                                  | |
| 5543   | Afueras a Valverde-Bella Altisidora           |                       |                                  | |
| 399    | Federico Mompou-Isabel Colbrand               |                       |                                  | |
| 5535   | Castiello de Jaca-Berdún                      |                       |                                  | |
| 3792   | Castiello de Jaca-Burguete                    |                       |                                  | |
| 3789   | Castiello de Jaca-Puente la Reina             |                       |                                  | |
| 3787   | Camino de Santiago-Atapuerca                  |                       |                                  | |
| 3775   | Camino de Santiago-San Juan de Ortega         |                       |                                  | |
| 3870   | Camino de Santiago-San Millán Cogolla         |                       |                                  | |
| 3800   | San Millán de la Cogolla-Atapuerca            |                       |                                  | |
| 3801   | Santo Domingo de la Calzada-Atapuerca         |                       |                                  | |
| 3871   | Valcarlos-Tierra de Melide                    |                       | Palas de Rey                     | |
| 3873   | Tierra de Melide-Atapuerca                    |                       |                                  | |
| 3805   | Monte del Gozo                                |                       |                                  | |
| 4222   | LAS TABLAS (Glorieta Lalín)                   |                       |                                  | |

### Sentido Plaza de Cibeles
| Código | Parada                                        | Común con          | Conexiones con Metro y Cercanías | Otros |
| ------ | --------------------------------------------- | ------------------ | -------------------------------- | --- |
| 4222   | LAS TABLAS (Glorieta Lalín)                   |                    |                                  | |
| 3882   | Carretera de Alcobendas-Bercianos             |                    |                                  | |
| 5544   | Afueras a Valverde-San Cugat                  |                    |                                  | |
| 2679   | Afueras a Valverde                            |                    |                                  | |
| 2677   | Fuente de la Carra                            |                    |                                  | |
| 2675   | Nuestra Señora de Valverde-Manuel Villarta    |                    |                                  | |
| 2673   | Nuestra Señora de Valverde-Sumatra            |                    |                                  | |
| 2671   | Nuestra Señora de Valverde-Islas Jarvi        |                    |                                  | |
| 2669   | Llano Castellano-Herrera Oria                 |                    |                                  | |
| 2667   | Llano Castellano-Valdegovia                   |                    |                                  | |
| 2663   | Llano Castellano-Francisco Sancha             |                    |                                  | |
| 3234   | Ángel Múgica                                  |                    |                                  | |
| 3235   | Virgen de Aranzazu                            |                    |                                  | |
| 3237   | San Modesto-San Dacio                         |                    | Begoña                           | |
| 1607   | Julio Palacios                                |                    |                                  | |
| 5363   | Hospital La Paz-Maternidad                    |                    |                                  | |
| 1640   | Hospital La Paz                               |                    |                                  | |
| 3933   | Cuatro Torres                                 |                    |                                  | |
| 1527   | Castellana-Matilde Landa                      |                    |                                  | |
| 3568   | Plaza Castilla                                |                    | Plaza de Castilla                | N23 |
| 28     | Juzgados Plaza Castilla                       | N22                |                                  | |
| 32     | Castellana-Rosario Pino                       | N22                |                                  | |
| 34     | Cuzco                                         | N22                | Cuzco                            | |
| 36     | Castellana-San Germán                         | N22                |                                  | |
| 41     | Lima-Santiago Bernabéu                        | N22                | Santiago Bernabéu                | |
| 5340   | Azca                                          | N22                |                                  | |
| 49     | Nuevos Ministerios-Cercanías                  | N22                | Nuevos Ministerios               | NC1 NC2 |
| 51     | Nuevos Ministerios-Castellana                 | N22                | Nuevos Ministerios               | |
| 53     | Museo Ciencias Naturales                      | N22                |                                  | |
| 4337   | Gregorio Marañón                              | N22                | Gregorio Marañón                 | |
| 57     | Emilio Castelar                               | N1 N22             |                                  | |
| 59     | Castellana-Rubén Darío                        | N1 N22             | Rubén Darío                      | |
| 61     | Castellana-Ministerio del Interior            | N1 N22 N25 N26     |                                  | |
| 63     | Colón                                         | N1 N22 N25 N26     | Colón                            | |
| 5626   | Biblioteca Nacional                           | N1 N22 N23 N25 N26 | Recoletos                        | |
| 72     | CIBELES-CASA DE AMÉRICA (Pº. de Recoletos, 2) | N1 N4 N22 N25 N26  | Banco de España                  | Líneas N1, N2, N3, N4, N5, N6, N7, N8, N9, N10, N11, N12, N13, N14, N15, N16, N17, N18, N19, N20, N21, N22, N23, N24, N25, N26 y Exprés Aeropuerto (N27) |

## Galería de imágenes

Mapa zonal de la estación de metro de Santiago Bernabeu con los recorridos de las líneas de autobuses, entre las que aparece el N24.